# IC 399
IC 399 — галактика типу IB () у сузір'ї Ерідан.
Цей об'єкт міститься в оригінальній редакції індексного каталогу.